# Juan Lara (beisbolista)
Juan Manuel Lara (nacido el 26 de enero de 1981 en Azua) es un lanzador relevista dominicano que se encuentra en la organización de los Indios de Cleveland. Fue firmado por Cleveland como amateur en mayo de 1999 y fue llamado al club de las Grandes Ligas el 5 de septiembre de 2006.

## Ligas menores
Desde 1999, Lara ha jugado para el equipo de novato de los Indios en la República Dominicana (1999-2001), Burlington Indians (2002), Mahoning Valley Scrappers (2003), Lake County Captains (2003), Kinston Indians (2004-2005), Akron Aeros (2005-2007 ), y Buffalo Bisons (2006-2007).  Trabajó como abridor desde el 2000 hasta el primer semestre de 2003 y ha trabajado principalmente desde el bullpen desde entonces llegando a un récord de ligas menores de 24-28, 16 salvamentos, una efectividad de 3.96 y 443 ponches en 509 innings y dos tercios. Se convirtió en agente libre al final de la temporada 2008.

## Accidente
Lara estuvo involucrado en un serio accidente automovilístico en la noche del 24 de noviembre de 2007 en su tierra natal, la República Dominicana. Su coche fue alcanzado en una intersección  por una motocicleta. Ambos ocupantes de la moto murieron en el acto, mientras que Lara fue trasladado a un hospital de la República Dominicana con heridas graves, incluyendo fracturas de costillas, una vértebra rota y posible daño cerebral. Se consideró que posiblemente las lesiones terminarían con su carrera.
El 12 de marzo de 2008, Lara fue liberado del roster de 40 jugadores de los Indios; posteriormente volvió a firmar con un contrato de ligas menores a pesar de que se perdería toda la temporada 2008. La organización de los Indios se encargaría de todos los gastos médicos de Lara.

## Regreso después de las lesiones
Después de usar un chaleco de halo para apoyar su cuello y las cirugías en la columna vertebral y los brazos, Lara se reportó al campo de entrenamiento de los Indios el 31 de marzo de 2009.